# Steunbeer

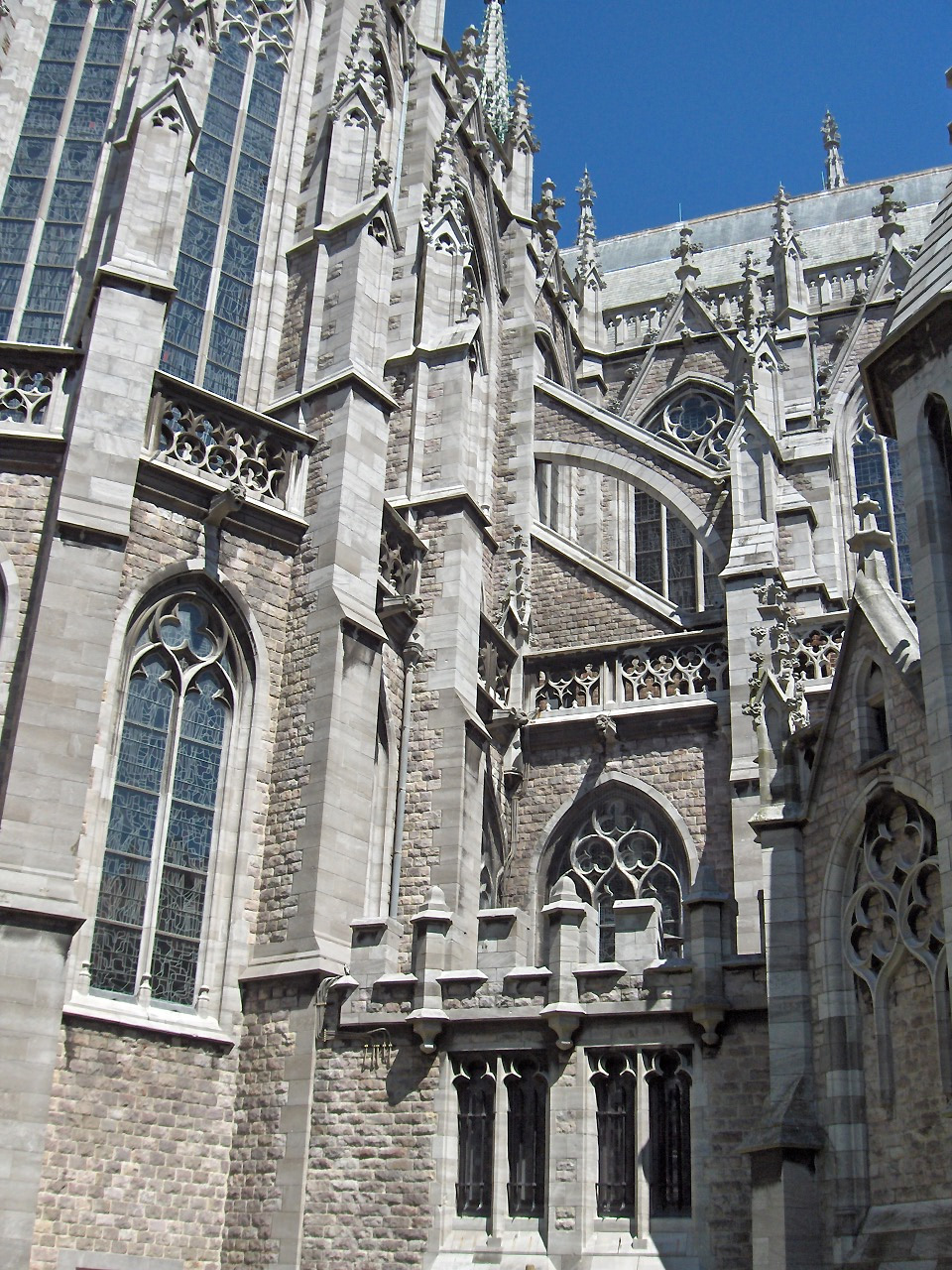
Steunberen aan de Sint-Petrus-en-Pauluskerk te Oostende

Een steunbeer of contrefort is een massieve plaatselijke verzwaring van het muurwerk om dit te versterken en de zijdelingse druk of spatkrachten van de op de muur rustende gewelven, luchtbogen of kappen op te vangen en naar de fundering af te voeren.
Het gotische gewelf bestaat uit een geheel van kruisribgewelven en spitsbogen. Anders dan bij een plat dak oefenen deze gewelven een zijwaartse druk (spatkrachten) uit op de (hoge) muren van het middenschip van de kerk, die erg dik zouden moeten zijn om deze druk op te vangen. De wens om dit te vermijden leidde in de middeleeuwen tot de ontwikkeling van de steunbeer, die via een luchtboog de zijwaartse druk opvangt. Meestal werden er twee of meer luchtbogen geplaatst en waren er dus ook meerdere steunberen. Dankzij steunberen en luchtbogen konden de muren hoog en relatief dun gebouwd worden en bovendien voorzien van grote ramen, waarin decoratief glas in lood kon worden geplaatst.
Een pilaster of wandpijler is eveneens een muurverzwaring waarvan de diepte minder is dan de breedte. De pilaster steekt dus minder vóór een muur uit dan de steunbeer en heeft vooral een decoratieve waarde.

## Vormen
Steunberen kunnen in verschillende vormen voorkomen, waaronder:

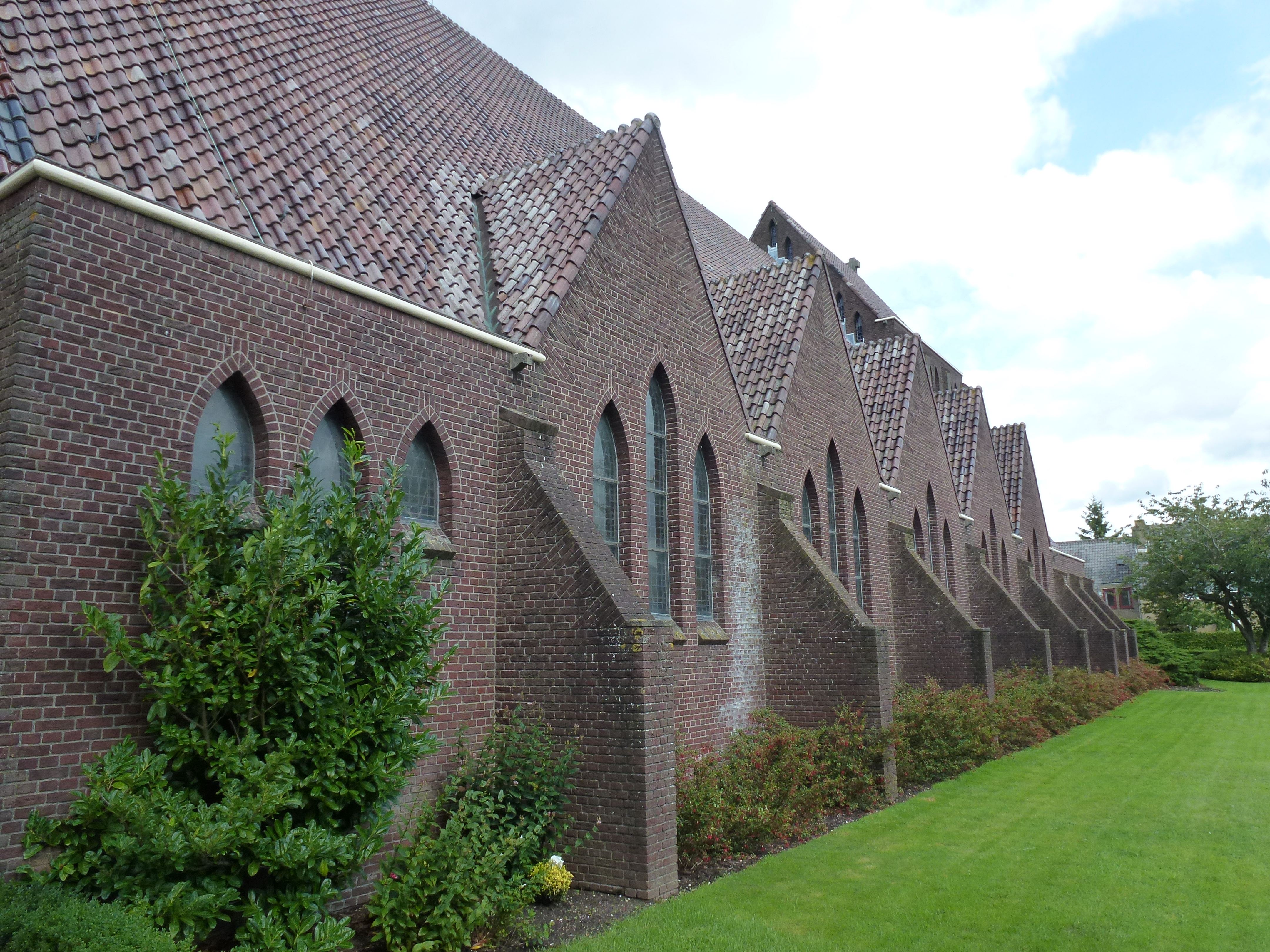
Steunberen, O.L.V. Hemelvaartkerk te Nieuwkoop

- Schuin uitgemetselde steunbeer, een steunbeer die schuin afloopt.
- Haakse steunbeer
- Overhoekse steunbeer

## Overige betekenissen
De term steunbeer kan ook verwijzen naar het contrefort van een schoen.